# Bildende Kunst in Nigeria
Nigeria hat eine dynamische Kunstszene. Sie konzentriert sich in Lagos.

## Geschichte
Der bekannteste nigerianische Bildhauer und Maler ist vermutlich Ben Enwonwu (1917–1994). Kunstkritiker beschreiben seine Kunst als „[die Eröffnung] eines dritten Raums in der Kunstgeschichte, dessen Wesen und Parameter den ausgrenzenden Erzählungen der Kunstgeschichte über die Moderne und ihrer Einschreibung des modernen Künstlersubjekts als weißer, westeuropäischer Mann widersprechen“. Die Anerkennung seiner Bronzeskulptur der Königin beweist, dass er als afrikanischer Künstler der Moderne seine Praxis nutzte, um eine neue Art moderner Kunst zu entwickeln, deren Repräsentationsideale und Vorstellungen von künstlerischer Identität sich von den konventionellen kunsthistorischen Erzählungen über die europäische Praxis der Moderne unterscheiden.

## Zeitgenössische Kunst
Ade Okelarin schafft unter dem Künstlernamen „Àsìkò“ Mixed-Media-Kollagen, in denen sie unter anderem Fabelwesen der Yoruba und von Teilen der brasilianischen Bevölkerung, die Òrìshàs, darstellt. CNN Style widmete Àsìkò im Januar 2023 einen Artikel.
Peju Alatise gehörte zu den ersten nigerianischen Künstlern, die mit ihren 8 Skulpturen „Flying girls“ 2017 auf der Biennale in Venedig ausstellen durften. Die eindrucksvolle Skulpturengruppe „basiert auf der Geschichte eines zehnjährigen Mädchens, das als Hausmädchen in Lagos arbeitet und von einem Reich träumt, in dem sie frei ist, niemandem außer sich selbst gehört und fliegen kann“.
Victor Ehikhamenor wird als „unbestreitbar einer der innovativsten zeitgenössischen Künstler Afrikas“ bezeichnet. Seine Praxis umfasst Malerei, Zeichnung, Fotografie, Skulptur und Installation sowie handperforierte Arbeiten auf Papier. Viele Aspekte der vielschichtigen nigerianischen Mythologie, Folklore und religiösen Ikonografie finden sich in Ehikhamenors Werk ebenso wieder wie die politischen Erzählungen des Landes. Ehikhamenor stellte auf der Biennale von Venedig 2017 eine großformatige Installation mit dem Titel "A Biography of the Forgotten" aus. Das Kunstwerk verschmolz abstrakte Formen mit traditionellen Skulpturen und symbolisierte die Auswirkungen des Kolonialismus auf das kulturelle Erbe.
Der visuelle Künstler Olowu Ife nutzt Augmented Reality (AR), um seinen Werken Leben einzuhauchen, und experimentiert mit verschiedenen Medien. Er verwandelt seine Gemälde in ein Erlebnis, das Musik, ein Voice-over oder eine 3D-Animation beinhalten kann, die es den Besuchern ermöglicht, mit den ausgestellten Kunstwerken zu interagieren.
Sonstige „etablierte“ bildende Künstler sind beispielsweise Njideka Akunyili Crosby, Yinka Shonibare, Ade Adekola und Twins Seven-Seven.